# Anat
Anat, też Anath (ugar. ’nt, hebr. עֲנָת, gr. Αναθ) – ważna bogini ludów zachodniosemickich (Amorytów, Kananejczyków, Aramejczyków) czczona na rozległych obszarach starożytnego Bliskiego Wschodu (w Mezopotamii, Syropalestynie, Izraelu, Anatolii i Egipcie) w okresie od połowy II tys. p.n.e. aż do końca I tys. p.n.e.  Najwcześniejsze dowody na jej kult odnaleziono w archiwach w Mari nad Eufratem, datowanych na początek II tys. p.n.e.  Przypisywane jej cechy i atrybuty różniły się w różnych kulturach i podlegały zmianom wraz z upływem czasu. W tekstach przedstawiano ją zazwyczaj jako piękną, ale zarazem niszczycielską i spragnioną krwi boginię, a jej postać i charakter wykazuje wiele podobieństw do Isztar, mezopotamskiej bogini miłości i wojny. W mitach z Ugarit występuje jako córka boga Ela i siostra boga Baala. Chociaż rzadko przedstawiana jako matka, to w niektórych tekstach wydaje się również być wiązana z płodnością.

## Imię
W języku ugaryckim imię tej bogini zapisywane jest ’nt. W mitach ugaryckich często z przydomkiem btlt ’nt – „Dziewica Anat” (btlt ’nt) lub rḥm ’nt – „Dziewczyna Anat”. Czasem teksty nazywają ją też po prostu „Panią” (št) . W tekstach z Emar imię Anat kryć się może za sumerogramem dNIN.URTA. Z kolei w języku akadyjskim jej imię zapisywano jako Ḫanat, Anat i (w jednym przypadku) Kanat.
Etymologia imienia Anat nie została jak dotychczas przekonująco wyjaśniona. Jest spokrewnione z hebrajkim ‘ēt, aramejskim ‘enet i akkadyjskim ‘ettu – „czas, los”. Boskość Anat mogła więc mieć związek z rodzącym się i wszystko pochłaniającym czasem. Słowo anat tłumaczone jest jako: „znak, zamiar, wola", początkowo mogło oznaczać uosobioną wolę Baala. Niektórzy uczeni porównują imię Anat z arabskim ’anwat („siła, przemoc”), co dobrze odpowiada przypisywanym jej cechom charakteru. Inni próbują wywodzić jej imię od Hanejczyków, ludności pochodzenia amoryckiego wspominanej wielokrotnie w archiwach z Mari.

## Ikonografia
Większość znanych reprezentacji Anat pochodzi z Bet Sze’an i Egiptu, natomiast nie są znane jej przedstawienia pochodzące z Ugarit, w którym odgrywała najbardziej znaczącą rolę. W ikonografii egipskiej zwykle przedstawiano Anat w białej koronie ze strusimi piórami (atef), dzierżąca jakiś oręż – najczęściej topór bojowy – lub krzyż Anch. Figurki Anat i Baala z uniesionymi ramionami najprawdopodobniej trzymały pierwotnie topory. Problemem bywa odróżnianie wizerunków Anat od Astarte, ponieważ ta również nosiła koronę atef i często trzymała broń .

## W Ugarit

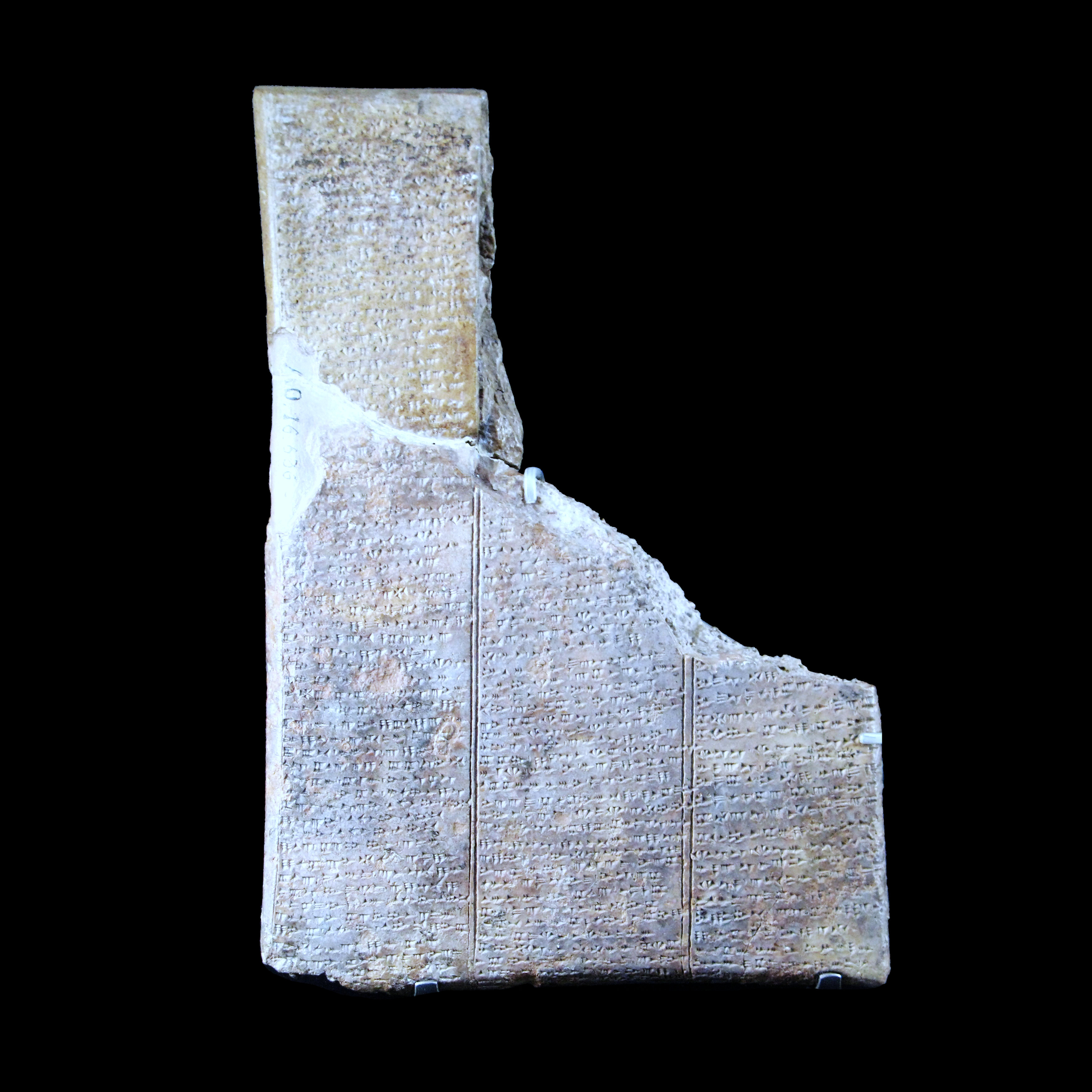
Tabliczka terakotowa zapisana pismem klinowym w języku ugaryckim z tekstem mitologicznym z Cyklu Baala; ok. 1400–1200 p.n.e.; znaleziona w trakcie wykopalisk na akropolu w Ras Szamra (Ugarit); obecnie w zbiorach Luwru (nr inwent. AO 16636)

Ugaryckie teksty mitologiczne przedstawiają boginię Anat jako młodą, porywczą wojowniczkę i łowczynię, która świadomie odrzuciła rolę żony i matki, by móc spełniać się w typowo męskich zajęciach, takich jak walka i polowania. Jako wojowniczka, przy użyciu takich broni jak łuk i miecz, pokonuje ona zarówno ludzkich jak i nadnaturalnych wrogów, a jeden z zachowanych tekstów opisuje nawet, jak Anat radośnie brodzi zanurzona po uda we krwi pokonanych wojowników.
W Cyklu Baala, zwanym też Cyklem Baala i Anat, wspiera ona swego brata Baala, dążącego do posiadania pałacu i objęcia władzy królewskiej. Baal pokonał swojego ojca Ela, mimo że ojca bogów wspierał usynowiony przez niego bóg morza Jam. Anat na cześć zwycięstwa brata wydała ucztę, w czasie której wszczęła rzeź. Szybko jednak się uspokoiła. Źródło nie wyjaśnia, dlaczego jej nastrój tak nagle się zmieniał, być może dlatego, że jako bogini jednocześnie miłości i wojny, posiadała dwoistą naturę.
W dalszej części mitu Baal skarży się, że nie ma (królewskiego) domu, Anat przysięga wstawić się w jego sprawie u swojego ojca Ela, któremu grozi, że utoczy mu krwi, jeśli ten nie przydzieli Baalowi domu. Gdy Elowi udaje się udobruchać ją pochlebstwami, Anat prosi o wstawiennictwo w tej sprawie Athirat (Aszerę), w rezultacie czego, za zgodą Ela, bóg rzemieślników Koszar (Koszar wa Chasis, Kathan-wa-Hasis – „Zręczny-i-Zdolny”), buduje dla Baala pałac ze srebra i złota . Anat i Baal urządzają uroczystą ucztę, na której pojawia się Mot, bóg śmierci, który – wznosząc toast – zaprasza Baala na rewizytę. Baal, świadom tego, co oznacza odwiedzenie domu śmierci, próbuje bez powodzenia go oszukać, ale w końcu wkracza do paszczy Mota i zostaje połknięty. W innej wersji Baal wywyższa się przed Motem jako król bogów i nie zaprasza go na ucztę. Wściekły Mot grozi Baalowi i też w końcu zmusza go do zejścia do świata podziemnego. El i Anat opłakują śmierć Baala, a Anat wyrusza w podróż, by odnaleźć jego ciało. Po odnalezieniu ciała Baala Anat przenosi je na Hermon, świętą górę bogów, gdzie dokonuje obrzędów pogrzebowych i składa rytualne ofiary ze zwierząt, co przywraca Baala do życia. Następnie Anat odnajduje Mota, chwyta go i rozcina mieczem, a następnie pali i miele jego szczątki, po czym wrzuca je do morza lub – wedle innej wersji – rzuca ptakom na pożarcie. Pomimo tych wszystkich zabiegów Mot powraca i walczy z Baalem, ale w końcu zmuszony zostaje do uznania jego zwierzchniej władzy.
Epos o Aqhacie pokazuje inną twarz Anat. Bóg rzemieślników Kathan-wa-Hasis tworzy łuk i strzały dla Anat, ale zrządzeniem losu dar trafia do małego Aqhata, syna króla Danela. Same narodziny Aqhata przypisywano Baalowi, który przekazać miał swemu ojcu Elowi prośbę króla Danela o obdarzenie go następcą tronu. Gdy Aqhat wyrasta na młodzieńca Anat próbuje odkupić od niego łuk, oferując mu nawet nieśmiertelność, ale ten odrzuca wszystkie jej oferty twierdząc, iż łuk nie jest bronią dla kobiet. Rozgniewana Anat postanawia odebrać mu jego łuk i strzały siłą. Jak wytrawna łowczyni rozkazuje ona swemu przemienionemu w orła (lub wedle innych wersji w jastrzębia bądź sępa) wspólnikowi Jatpanowi zaatakować Aqhata z powietrza i poddusić go. Ten jednak zabija Aqhata, a następnie ucieka przed rozgniewaną Anat, gubiąc po drodze łuk i strzały, które wpadają do morza. Anat opłakuje Aqhata, stratę łuku i klątwę suszy, jaką jej intryga sprowadziła na ziemię. Dwa inne zachowane teksty również przedstawiają Anat jako łowczynię: w pierwszym z nich jej ofiarą stają się ptaki, a w drugim opuszcza bankiet u boga Ela, aby udać się na polowanie.
W wielu opracowaniach dotyczących Anat pojawia się pogląd, jakoby teksty ugaryckie przedstawiać miały ją jako boginię płodności, aktywną seksualnie i uwodzącą swego brata Baala. Szereg uczonych idzie jeszcze dalej, twierdząc, iż była ona narzeczoną lub żoną Baala, a nawet matką jego potomstwa. Z drugiej strony są też jednak badacze, którzy zaczynają podważać tezę o jej aktywności seksualnej, dowodząc, iż w żadnym z zachowanych tekstów nie ma jasnego opisu Anat zaangażowanej w stosunek płciowy. Zauważają oni bowiem, iż w wielu przypadkach domniemana aktywność seksualna Anat opisana jest w tekstach zrekonstuowanych w lakunach, bądź też wnioskowana na podstawie użycia pewnych słów lub wyrażeń, których znaczenie wciąż pozostaje niejasne. Odrzucają oni też identyfikację Anat z krowami, z którymi spółkować miał Baal. Jeden z tekstów wyraźnie opisuje bowiem najpierw Baala spółkującego z jałówką, a następnie poszukującą go Anat, nie mającą pojęcia gdzie jest, która dopiero po długich poszukiwaniach odnajduje miejsce, gdzie spółkował z jałówką. Przedstawienia Anat z rogami oraz opisy tej bogini jako posiadającej rogi również nie muszą oznaczać, iż identyfikowana ona była z krową – uznać je raczej należy za symbol jej królewskiej lub boskiej władzy.
Anat i Astarte (’ṯrt) są oddzielone w ugaryckich tekstach mitologicznych, w których ta druga odgrywa niewielką rolę. W tekście przedstawiającym bogów w kolejności ich rang i wyliczającym siedziby każdego z nich Anat i Astarte są połączone (ʿnt wʾṭtrt), a ich wspólna siedziba (ʾinbb) jest w innych źródłach przypisywana Anat.

## W Egipcie
Anat, podobnie jak Asztarte i Baal, trafiła do panteonu egipskiego z mitologii semickiej w okresie panowania Hyksosów, w czasach XVI dynastii (XVI wiek p.n.e.), pod imieniem Anat-her. Imię to oznacza „Anat jest zadowolona” i wskazuje na pochodzenie kananejskie. W aramejskich inskrypcjach z okresu Hyksosów pochodzących z około 1700 roku p.n.e. bogini określano epitetami „Anat jest zadowolona” (Anat-her) i „Terror Anat” (Herit-Anat).
Anat była jednym z kilku syryjskich i północno-zachodnich bóstw semickich czczonych przez wojowników-faraonów z XVI dynastii. Często wiązano ją z boginią Astarte. W rywalizacji Horusa i Seta boginie te pojawiają się jako córki Ra i są sprzymierzeńcami Seta utożsamianego z semickim bogiem Hadadem. Na papirusie okresu Średniego Państwa zachowały się imiona teoforyczne jeńców syryjskich, które zawierają imię Anat. Brak jednoznacznych odpowiedzi na pytanie, czy ówcześni Egipcjanie pozwalali im jawnie czcić swoje rodzime bóstwo, czy jednak musieli się z tym kryć, zważając na przeświadczenie Egipcjan o wyższości swojej religii nad azjatycką.
Za XVIII dynastii, gdy Egipt umocnił swoją pozycję w Azji, w społeczeńśtwie egipskim stało się modne przyjmowanie elementów tradycji i wierzeń azjatyckich. Sprzyjały temu kontakty handlowe i napływ obcej kulturowo ludności wskutek licznych wojen. Jeńcy syryjscy byli osadzani jako niewolnicy w świątyniach lub zatrudniani jako służba domowa. Dobrowolni imigranci (najemnicy, rzemieślnicy, kupcy) z czasem zdobywali wysokie pozycje na dworze. Swoje wierzenia i kulty odprawiali w nowo wznoszonych świątyniach . Na dworze Amenhotepa III panowała już duża tolerancja religijna. Działalność dyplomatyczna faraona spowodowała przedostanie się do Egiptu kultów syro-palestyńskich takich bóst, jak Anat, Astarte, Baal, Hauron, Ketesz, Reszef itd. Kilka z nich (np. Anat i Baal) wzięto pod sztandary armii króla i wysyłano na wyprawy wojenne do Azji. Ich wizerunek został dopasowany do kanonów ikonografii egipskiej przy jednoczesnym zostawieniu niektórych cech rodzimych. Anat z czasem zaczęto czcić jako boginię wojny.
Zgodnie z tradycją egipską, według której władca określany był synem boga, faraonowie mianowali siebie synami Anat, przyjętych do wierzeń egipskich. O największym czcicielu Anat wśród faraonów, Ramzesie II, mówiono, że „śsie” boginię wojny Anat. W grupie posągów z wizerunkiem króla Anat określona została jego matką . Faraon nazywał siebie „ulubieńcem Anat”, swą córkę, którą później poślubił – „Córką Anat” (Bint-Anat), miecz – „Anat zwycięża”, ulubionego psa – „Anat chroni”, a konia – „Anat jest zadowolona”. Seti I nazywał swoją ulubioną drużynę rydwanów „Anat jest zadowolona”, a Ramzes III wybrał Anat wraz z Astarte na swoje „tarcze” rydwanowe .
Wraz z Ketesz i Astarte Anat należała do triady czczonych w Nowym Państwie bogiń syryjskich, każda z nich mianowana była „Panią nieba, panią bogów” . W niektórych tekstach jest utożsamiana z rodzimą egipską boginią Neit, postrzegano ją jako córkę Ra i żonę Seta. Na inskrypcjach z Memfis z XV–XII wieku p.n.e. Anat nazywana jest „Córką Ptaha” (Bin-Ptah) . W inskrypcjach z Memfis datowanych na XV–XII wiek p.n.e. Anat określano jako „Córkę Ptaha” (Bin-Ptah), na wyspie Elefantynie – „Domem Ela” bądź „Domem Boga” (Beth-El).
W egipskich mitach Anat jest przedstawiana jako seksualnie aktywna i płodząca potomstwo, ale zwrotne przypisywanie tych cech jej postaci w mitologii północno-zachodnich Semitów nie jest stosowaniem metodologii, która miałaby naukowe uzasadnienie. Podobnie jest z łączonymi ze sobą przez Egipcjan Anat i Astarte, do czego doszło prawdopodobnie dlatego, że nie odróżniali oni od siebie tych dwóch obcych bogiń. W końcu relief o nieustalonym pochodzeniu, który przedstawia pojedynczą boginię opisaną trzema imionami – Ketesz, Astarte i Anat – też dowodzi raczej tego, że mieszały się one ze sobą Egipcjanom. Co więcej, jego szczegółowa analiza pokazuje, że został on stworzony przez kogoś, kto nie był przedstawicielem ortodoksyjnej szkoły i nie był zaznajomiony z egipskim piśmiennictwem. Ketesz, czyli „Święta”, to tytuł biblijnej Aszery (ʾăšērā), czyli Atirat (Athira) – matki bogów („Bogini Matki”) i żony najwyższego boga Ela, którego imię znaczy „Bóg” (ʼil).
Pierwotnym centrum kultu Anat było Awaris, położone we wschodniej części Delty, którędy z Azji napływały do Egiptu obce wierzenia. W okresie Hyksosów (1650–1540 p.n.e.) Anat miała świątynie w Tanisie, późniejszej stolicy we wschodniej Delcie Nilu z czasów Nowego Państwa. Była też czczona w Memfis . Ramzes II wprowadził kult Anat w swojej rezydencji Pi-Ramzes i wzniósł dla niej świątynię. Jej kult nie ograniczał się wyłącznie do Delty. Anat czczili np. robotnicy Nekropolii w Tebach. Popularność bóstw syryjskich, w tym Anat, spadła wraz z utratą wpływów Egiptu w Azji. Ośrodek kultu w Memfis działał do czasów Ptolemeuszy, jednak imiona ich wymieniano już przypadkowo .

## W Mezopotamii

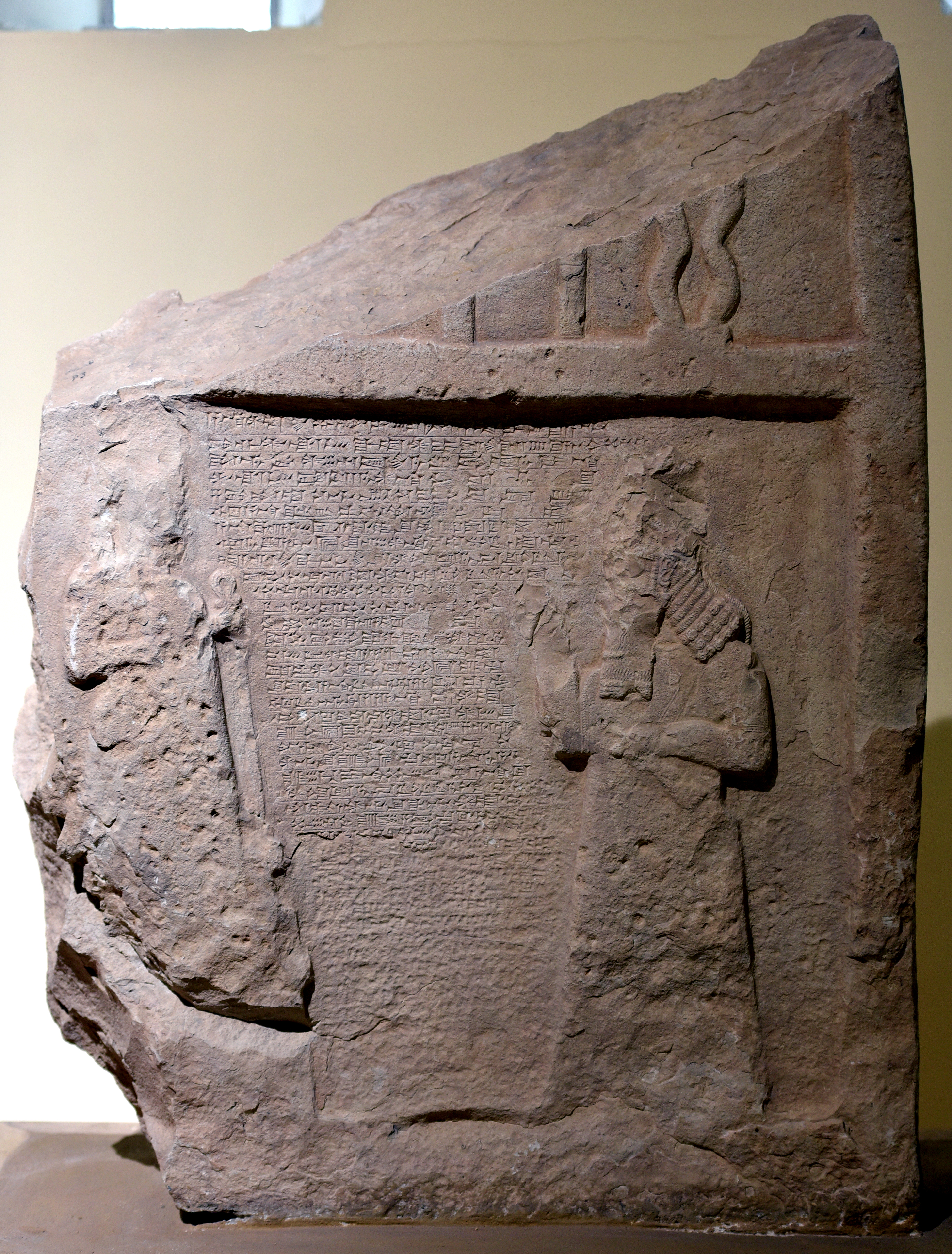
Stela Ninurta-kudurri-usura, gubernatora Suhu i Mari, poświęcona bogini Anat, okres neoasyryjski, VIII wiek p.n.e., znaleziona w irackim mieście Ana, obecnie w zbiorach Muzeum Narodowego Iraku (nr inwent. IM 132899)

Liczne wzmianki o bogini Hanat/Anat znaleźć można w tekstach z archiwów z Mari pochodzących z XVIII w. p.n.e. W tekstach tych wspomniane jest również jej główne centrum kultowe, zwane Hanat (dḫa-na-atki, dosł. „Miejsce bogini Hanat”) lub Bit-Hanat (bīt dḫa-na-atki, dosł. „Dom bogini Hanat”), które było ważnym miastem leżącym na południowo-wschodnich krańcach  królestwa Mari. Identyfikuje się je obecnie z miastem Ana w Iraku.
Jeden z tekstów z Mari zawiera na przykład listę darów dla tej bogini, które Zimri-Lim, król Mari, zabrał ze sobą, gdy odwiedził miasto Hanat. W innym znajduje się odniesienie do przepowiedni bogini Hanat dotyczącej wojsk z Esznunny zbliżających się do jej miasta. Jeszcze inny tekst wspomina z kolei o jej świątyni, najprawdopodobniej tej znajdującej się w mieście Hanat.
Niektórzy uczeni, jak na przykład Wilfred G. Lambert, próbują wiązać etymologicznie imię bogini Hanat z plemionami Hana (Hanejczykami), na wpół osiadłą ludnością pochodzenia amoryckiego, o której często wspominają teksty z Mari. Inni badacze zauważają jednak, że nie odnaleziono jak dotychczas żadnego tekstu, który jednoznacznie przedstawiałby Hanat jako boginię Hanejczyków, oraz wskazują, że jej miasto nie leżało w centrum terytorium zasiedlonego przez tę ludność.
Miasto Hanat/Anat wspominane jest kilkukrotnie w późniejszych asyryjskich rocznikach królewskich. W VIII w. p.n.e. jeden z lokalnych władców rozkazał wznieść tu stelę poświęconą „bogini Anat, potężnej królowej”, co pokazuje, iż Hanat/Anat wciąż była jeszcze ważną boginią w tym mieście. W inskrypcji na steli nazywana jest ona „najwyższą boginią, najpotężniejszą boginią, największą z bogów Igigi ... , której męstwo wśród bogiń nie ma sobie równych”.

## W Izraelu
Anat prawdopodobniej była też czczona w Palestynie, o czym świadczą nazwy geograficzne Anatot, skąd pochodził Jeremiasz, oraz Bet-Anat. Dyskusje budzi kłopotliwa dla badaczy wzmianka w Sdz 3,31 na temat sędziego Szamgara, syna Anata, który zgładził sześciuset Filistynów zwykłym ościeniem i uratował Izrael. Określenie „syn Anat” mogło wskazywać na to, że wojownik znajdował się pod opieką Anat lub przynależał do grupy wojowników, których patronką była Anat.
Anat nie jest wspomniana w tekstach biblijnych, choć spekuluje się na temat utożsamienia z nią Królowej Nieba z Jr 7:18 i 44:17–19,25. Uważa się, że kult królowej wywodził się z religii asyryjskiej, jednak w ostatnich czasach pojawiają się opinie, że jest jedna z lokalnych bogiń: Asztoret, Asztarte lub Anat. W Starym Testamencie miejsce Anat zajmuje Astarte – w niektórych przekładach jej imię jest zniekształcane jako Asztoret.
Prawdopodobnie ze względu na zdolności bojowe Anat jej kult zyskał popularność w V wieku p.n.e. w żydowskiej kolonii wojskowej na Elefantynie na Nilu, gdzie składano przysięgi na nazwiska „Anat Dom Boga” (ʿntbytʾl lub ʿnt-Beth-El) i „Anat-Jahwe” (ʿntyhw lub ʿnt-Yhwh). Niektórzy bibliści starali się wyeliminować skojarzenie Boga Izraela, czyli Jahwe (JHWH), z boginią o tak niesławnej reputacji poprzez interpretowanie elementu ʿnt jako rzeczownika pospolitego oznaczającego „opatrzność” lub „miejsce”, a nie imię bogini, ale ich wysiłki nie były w pełni przekonujące . Bardziej trafnym argumentem jest to, że choć Anat jest początkowym komponentem tych nazwisk, to nie musi to oznaczać, iż była ona małżonką Jahwe.
Wraz z odkryciem świątyni Anat w Bet Sze’an – mieście, które jest wspomniane w Pierwszej Księdze Samuela (hebr. Sefer Szmuel) 31:10 w kontekście przymocowania przez Filistynów zdekapitowanych zwłok izraelskiego króla Saula do murów Bet Sze’an, rodzi się domysł, że może tu chodzić o wspomnianą świątynię, co byłoby pośrednim nawiązaniem do Anat.
Papirusy z Elefantyny, czyli dzisiejszego Asuanu, z V wieku p.n.e. napomykają o bogini zwanej Anat-Jahu, czyli Anat-Jahwe, czczonej w świątyni Jahwe, pierwotnie zbudowanej przez żydowskich uchodźców z babilońskiego podboju Judei. Teksty te zostały napisane przez grupę Żydów mieszkających na Elefantynie w pobliżu granicy nubijskiej, których religia została opisana jako „prawie identyczna z religią judejską z drugiej epoki żelaza” – była ona politeistyczna i w jej skład wchodził kult bogini: wcześniej Aszery, a  później – Anat, zwanej „Królową Nieba”. Papirusy opisują Żydów jako czczących Anat-Jahu przedstawioną jako żona lub paredra, czyli święta małżonka Jahwe bądź jego hipostatyczny aspekt – obie te postaci łączy zamiłowanie do krwawych rozpraw.
Jahwe jest odpowiednikiem najwyższego boga z kananejskiego panteonu – Ela. W cyklu Eliasza z Pierwszej Księgi Królewskiej (hebr. Melachim) 17–19 Jahwe jest pokazany z użyciem motywów, które zostały zapożyczone z ugaryckich mitów o Baalu – ognia, grzmotu i deszczu. Walka Jahwe z Lewiatanem i wodami chaosu z Psalmu 74 (hebr. Tehilim) to nawiązanie do walki Baala z Jamem i potworem Lotanem – w innym jednak fragmencie ugaryckich tekstów, wśród potworów, które zgładziła, Anat wymienia „nieuczciwego węża, Wijącego Się, z Siedmioma Głowami”, co jest w oczywisty sposób opisem Lotana. Jahwe jako dawca życia i plonów nawiązuje do śmierci i zmartwychwstania Baala.
Z inskrypcji z Kuntillet Ajrud z północnego Synaju o treści „Błogosławię cię poprzez Jahwe z Samarii i jego Aszerę” może wynikać, że małżonką Jahwe była pierwotnie Aszera (Atirat). Inna inskrypcja z Chirbet el-Kom w pobliżu Hebronu głosi: „Błogosławiony bądź Urjahu przez Jahwe i jego Aszerę; od jego wrogów on ochroni go!”.

## Inne boginie
Czczona w Palmyrze w Syrii bogini Atah może być blisko spokrewniona z Anat.
Indoirańska Anahita, co w Aweście oznacza „Niepokalaną”, jest wariantem Anat. Bóstwo to może być jednak bardziej bezpośrednio związane z Isztar i Inanną. Na tej samej zasadzie Anat odziedziczyła wiele cech swojej mezopotamskiej krewnej Inanny.
W czasach hellenistyczno-rzymskich, zdaniem części naukowców Anat i Astarte łączą się w postaci bogini Atargatis. Zrównanie Anat z Ateną pojawia się w dwujęzycznej inskrypcji fenicko-greckiej z IV wieku p.n.e. z Cypru, gdzie semicką boginię nazywa się „Anat Siłą Życia” (ʿnt mʿz ḥym), a jej greckimi odpowiednikiami są Atena i Nike. Anat, Astarte i Isztar są zatem prototypami Ateny i „Skrzydlatego Zwycięstwa” .
Z czasem Astarte połączono z Atah w znaną Hellenom boginię Atargatis. Skoro tak, to Atargatis byłaby w rzeczywistości kompilacją Anat i Astarte. Ponieważ jednak wśród naukowców zajmujących się hebrajsko-aramejską Biblią i starożytnym Bliskim Wschodem występuje tendencja do zakładania, że poszczególne boginie nie są wyraźnie odróżnialne jedna od drugiej pod względem odgrywanych przez nie ról i pełnionych funkcji, aby obronić próbę ich zrównywania ze sobą lub dostrzegania w jednej zlepku kilku, należałoby wykazać to w oparciu o naukowe podstawy, a nie na podstawie spekulacji.
Anat jest wspomniana w kilku fenickich inskrypcjach z Cypru. W dwujęzycznym tekście z Larnaki imię greckiej bogini Ateny pojawia się w przekładzie greckim w miejsce imienia Anat z wariantu fenickiego. Skojarzenie Anat z aseksualną Ateną – boginią mądrości, sztuki i wojny – jest spójne z wizerunkiem wyrzekającej się swej płciowości bogini wojny ze źródeł ugaryckich.
W starożytnej ikonografii wschodniej pojawia się wiele wizerunków pięknych, uzbrojonych i skrzydlatych bogiń – niektóre spośród nich z pewnością reprezentują Anat .